# スナップフィット

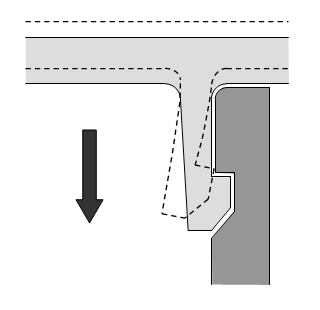
スナップフィット

スナップフィット（snap-fit）とは、金属やプラスチックなどの結合に用いられる機械的接合法の一種で、材料の弾性を利用してはめ込むことにより固定する方式のこと。この方式で部品を結合し、接着剤を使用せずに組立てられるプラモデルをスナップフィットモデルあるいはスナップフィットキットと呼ぶ。

## 概要
スナップフィットは、部品に設けた凸部（保持部）を、材料の弾性を利用して受け手側の凹部にはめ込んで引っ掛けることにより、機械的に固定する組立て方法である。古くから金属を用いたスナップボタンなどの形で実用化されていたが、現在では他の材料を必要としない簡易で安価な接合法として、射出成形されたプラスチック製部品の組立てに広く使用されている。
スナップフィットには板ばねの先端にフック状の保持部を設けたタイプ（キャンチレバータイプ）や、円筒の周囲に保持部を設けたタイプ、ボールジョイント状のボール・ソケットタイプなどがある。保持角（引っ掛かる部分の角度）を90度とした場合には一度組立てると分解は出来ないが、保持角を90度より小さくしたり、外部からフックを外す方向に力を加えられる機構を付加することにより、分解を可能にすることも出来る。円筒タイプやボール・ソケットタイプでは組立てを容易にするために、スリットを設ける場合も多い。
スナップフィットに近い組立て方式として圧入（プレスフィット）がある。圧入では、部品に設けた接合ピンを受け手側のピン穴に押し込み、ピンとピン穴の摩擦力で部品を固定する。

## プラモデル
欧米の模型メーカーは、1960年代以降接着剤を使わずに組み立てられるプラモデルを相次いで発売し、パチンとはめ込む意味のsnapという語を用いて、メーカーごとに「snap tite」、「snapfit」、「snapfast」、「snap-together」、「snap-fix」等のさまざまな名称で呼んでいた。その後メーカーの統廃合が進んだこともあり、現在では「snap-fit」にほぼ統一され、日本でも「スナップフィット」という名称が接着剤を用いないプラモデルに対して一般的に使用されている。
部品の固定方法には、主にキャンチレバータイプのスナップフィット（フック式）と、圧入（ピン式）が用いられる。プラモデルでは近年はピン式が主流で、ガンプラ等の初心者向けのキットに広く使用されている。ピン式の場合、受け手側のピン穴周辺には常に力が加わっているので、エナメル系の塗料でスミ入れやウォッシングを行うと、溶剤の浸透によるプラスチックの劣化のために部品が破損する場合がある。またピン式の接合ピンとその受けは接着式キットのガイドピンより大きく、また部品の中央近くに設けられることも多いため、部品の表面にヒケが生じることもある。一度組み立てると分解が困難なため、仮組みを行う際はあらかじめ接合ピンの先端を斜めにカットしておくことも行われる。フック式はピン式に比べ固定が確実であり、フック先端が露出している場合はフックを外して分解することも容易である。